# Ферруччи, Франческо ди Симоне
Франческо ди Симоне Ферруччи, также Симоне Ферруччи (итал. Francesco di Simone Ferrucci, Simone Ferrucci; 1437, Фьезоле, Тоскана — 1493, Флоренция) — скульптор и архитектор эпохи итальянского Возрождения периода кватроченто.

## Жизнь и творчество
Симоне Ферруччи родился во Фьезоле в семье потомственных тосканских художников и, вероятно, обучался у отца, Симоне ди Нанни Ферруччи. Он также приходился двоюродным братом Андреа Ферруччи. Он был учеником Дезидерио да Сеттиньяно из Флоренции и, вероятно, был связан с мастерской Андреа дель Верроккьо.
В 1463 году он присоединился к гильдии флорентийских резчиков по камню и дереву (Arte dei Maestri di Pietra e di Legname), и в 1466 году основал мастерскую во Флоренции, где трудились и другие члены семьи. Работал также в Болонье и Риме. Документы показывают, что к 1470 году Ферруччи был женат и владел домом во Флоренции, где прожил до своей смерти в 1493 году.

## Галерея

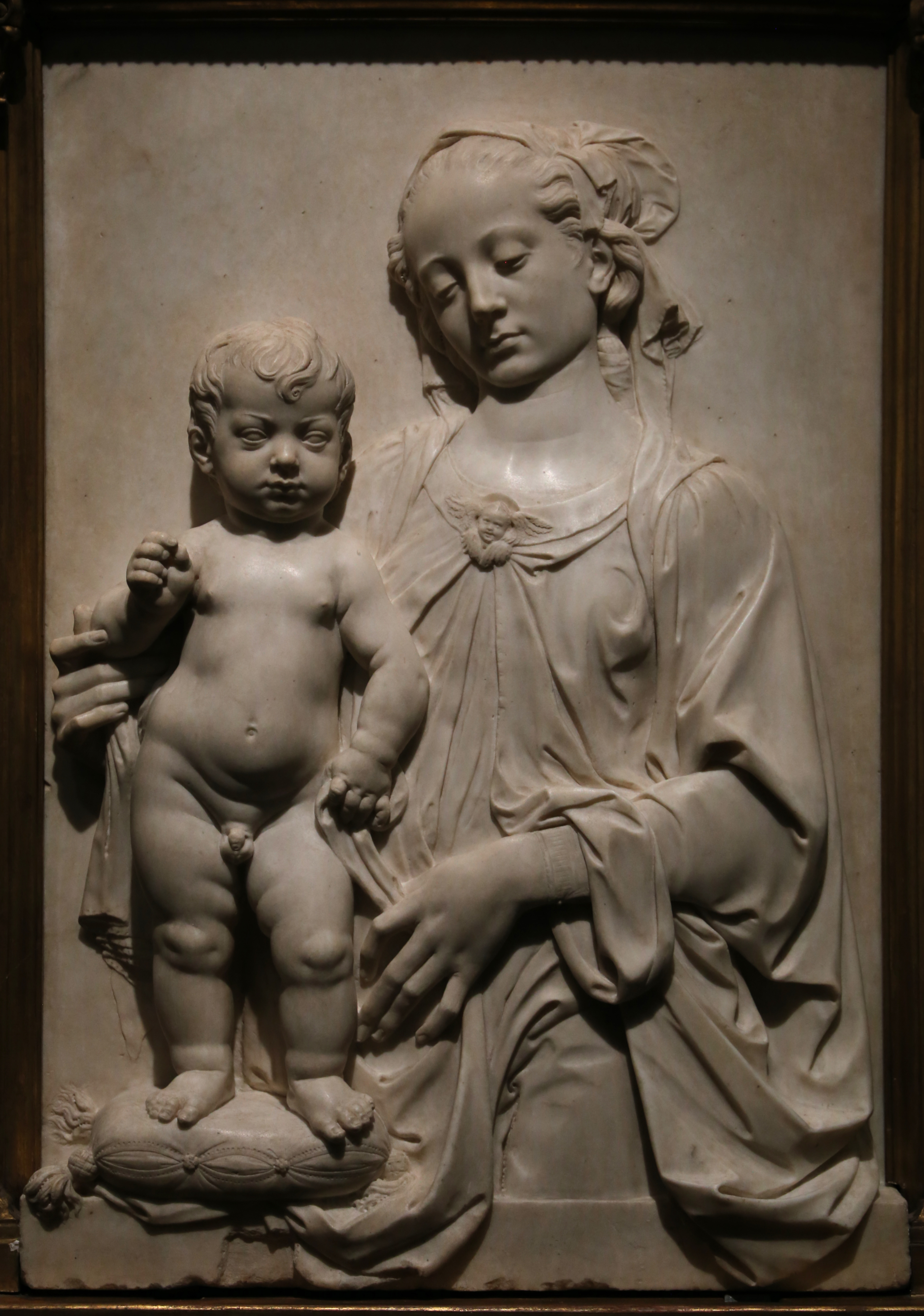
Мадонна с Младенцем. 1475—1480. Мрамор. Барджелло, Флоренция
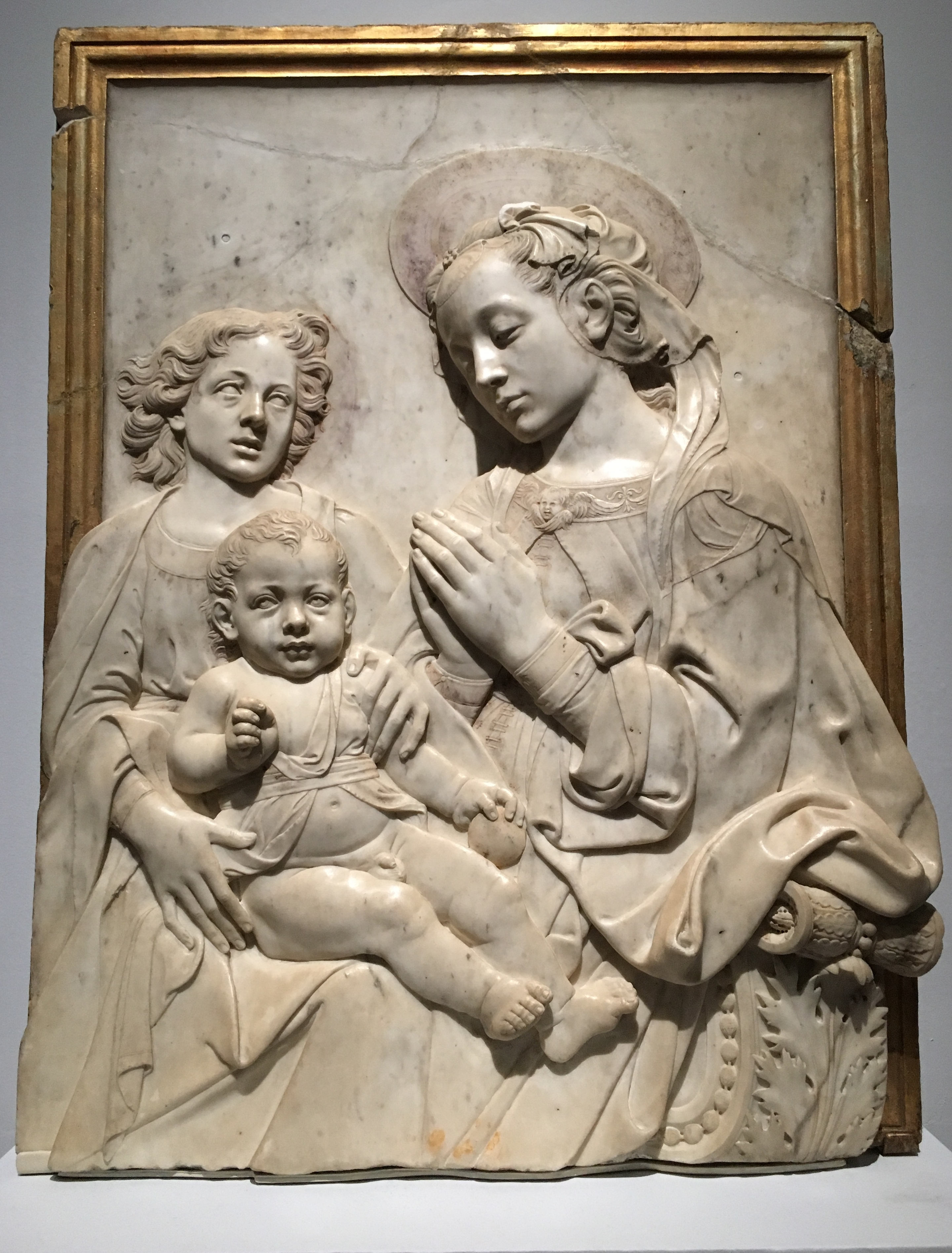
Мадонна с Младенцем и архангелом Гавриилом. 1477—1480. Мрамор. Музей изящных искусств, Бостон
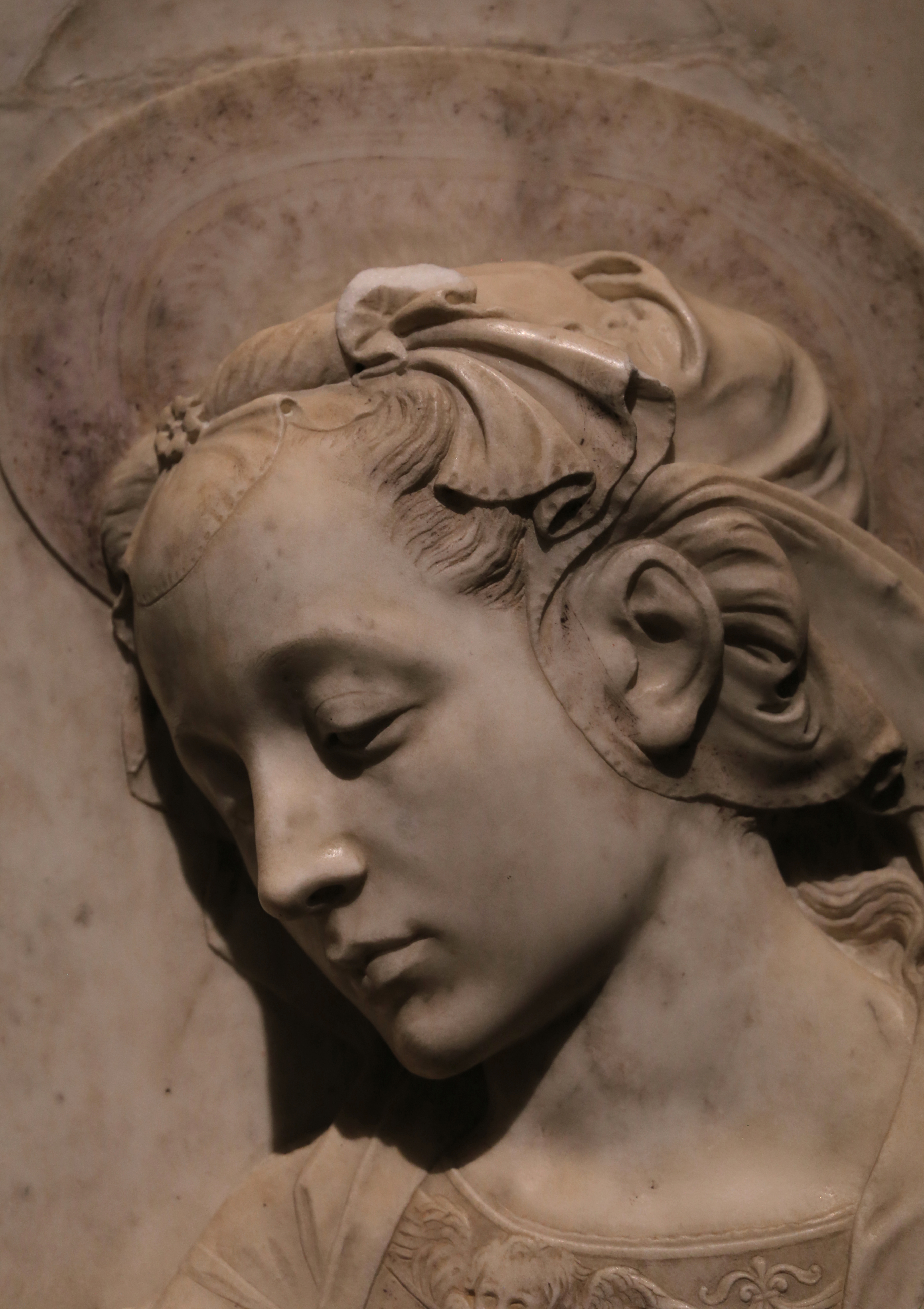
Деталь
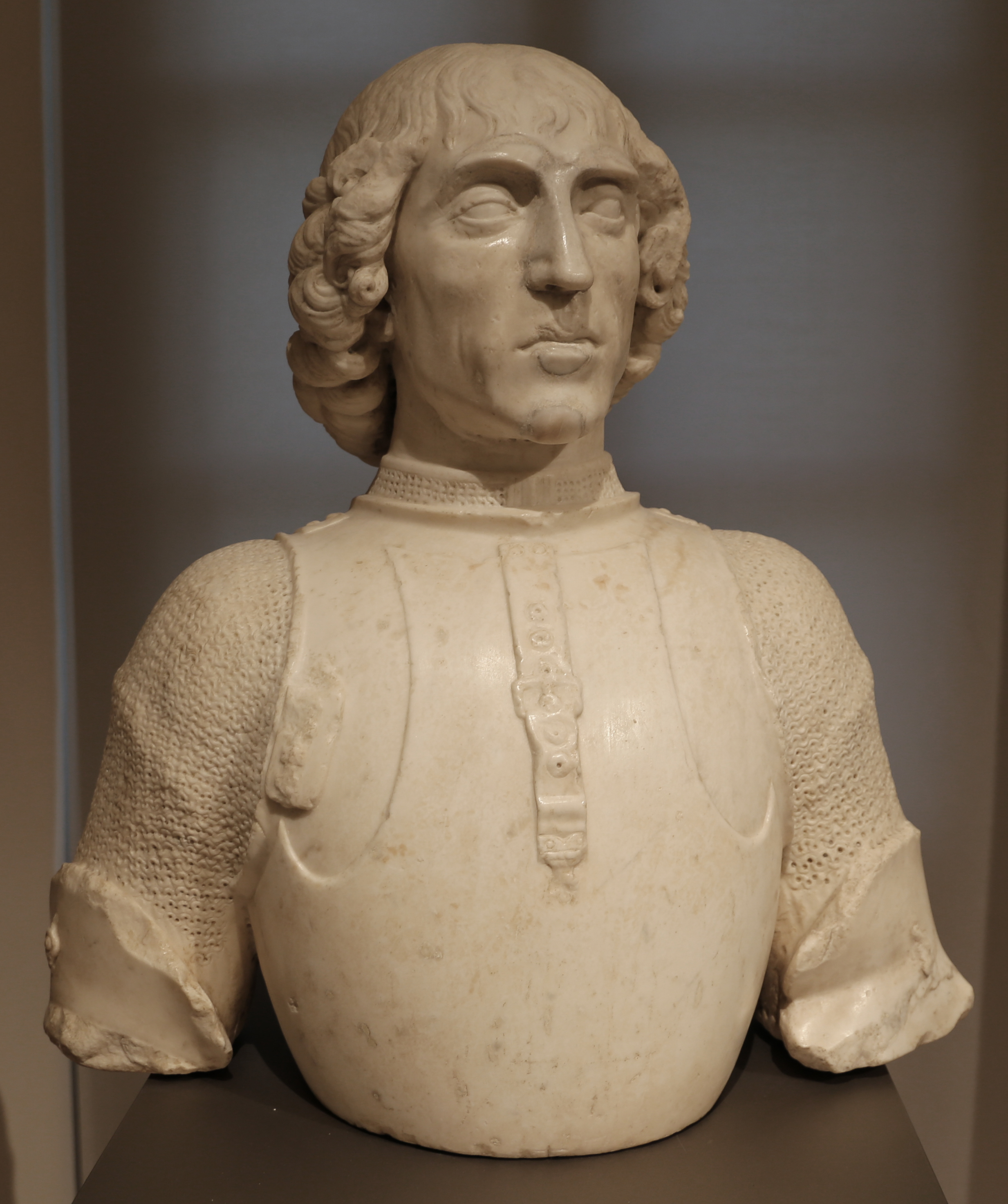
Бюст Пино III Орделаффи. Между 1460 и 1470. Муниципальная пинакотека, Форли
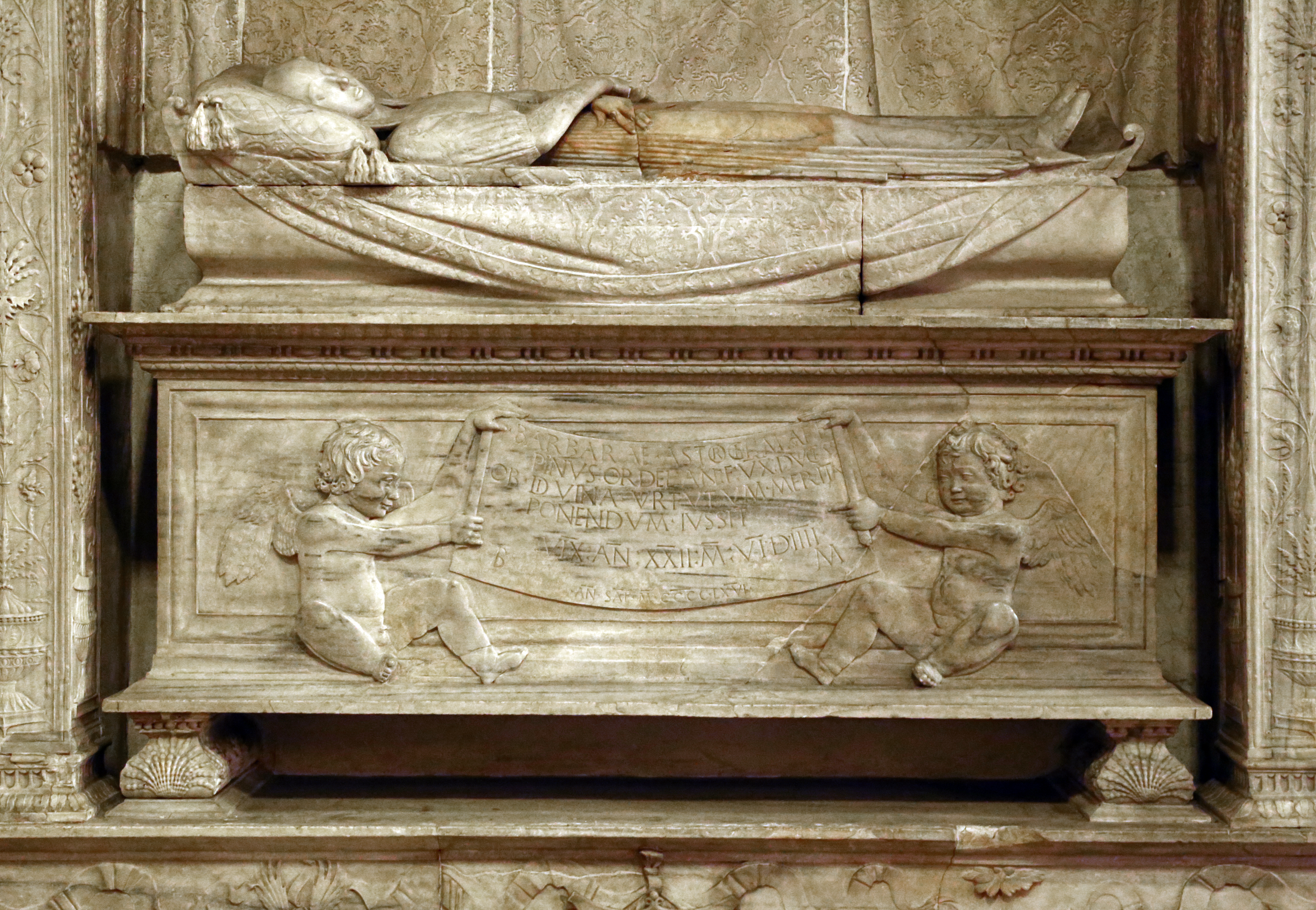
Надгробие Барабары Манфреди. 1466—1468. Мрамор. Аббатство Сан-Меркуриале, Форли
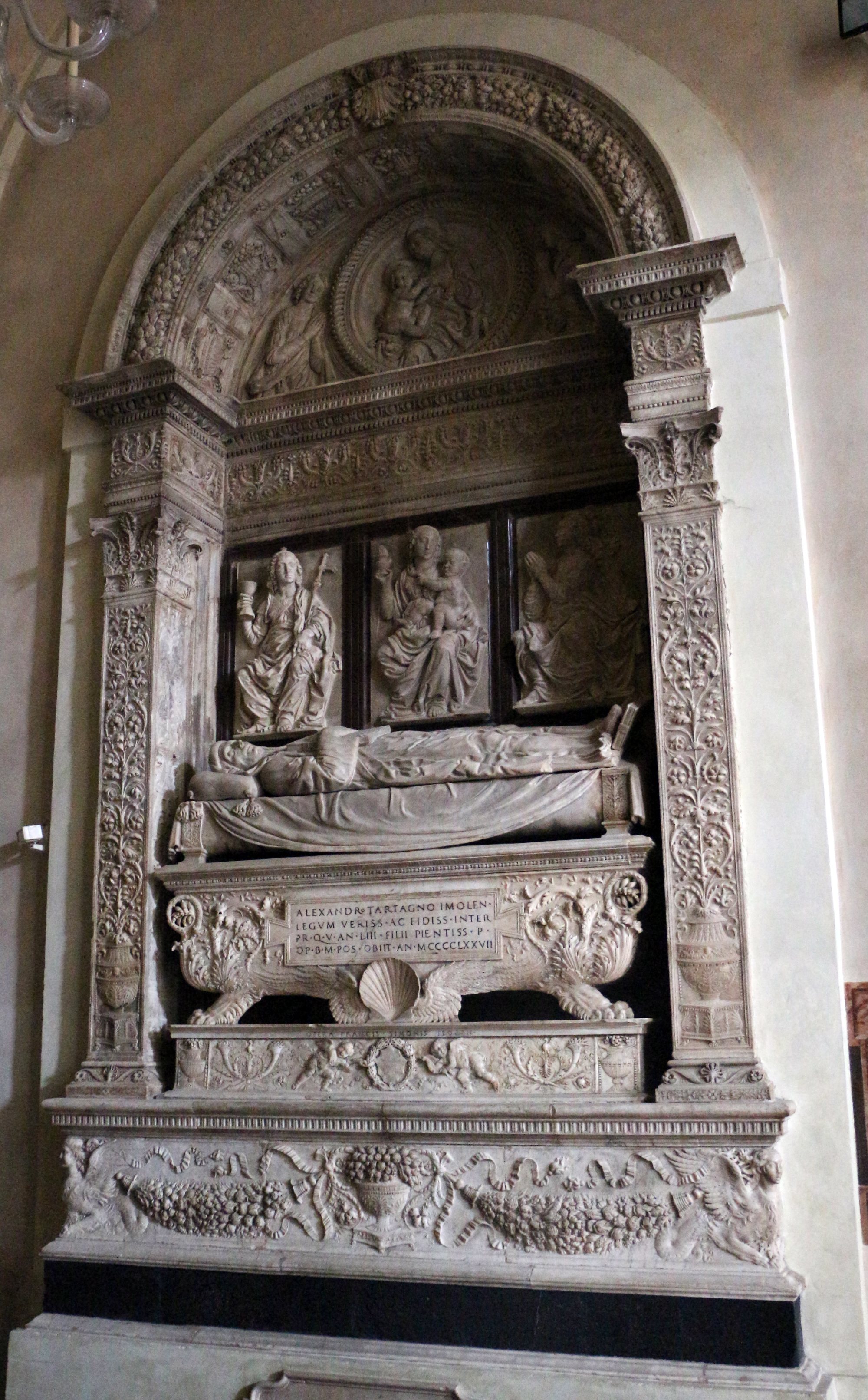
Надгробие Алессандро Тартаньи. 1477. Церковь Сан-Доменико, Болонья
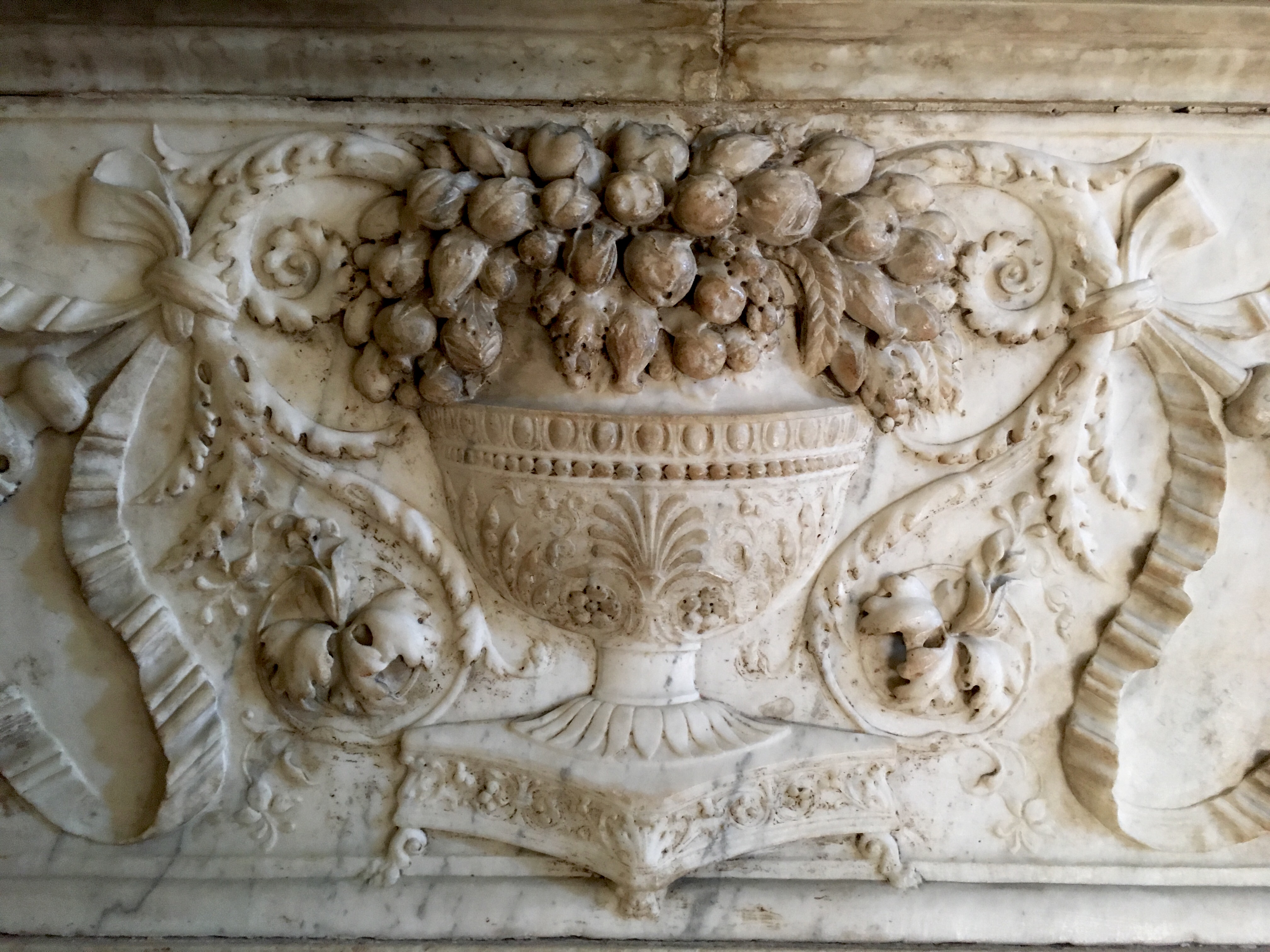
Деталь